# Tasov
Tasov (deutsch Tassau) ist eine Gemeinde mit 590 Einwohnern (1. Januar 2004) in Tschechien. Sie liegt 10 km südöstlich von Velké Meziříčí in einer Höhe von 410 m ü. M. in einem Seitental links der Oslava und gehört dem Okres Žďár nad Sázavou an.

## Geschichte
Die erste Besiedlung erfolgte bereits in der jüngeren Steinzeit. Der Ort wuchs dann, nach dem Bau der Burg Dub (früher trug sie den Namen Tassenberg) zu einem Städtchen heran. Die Burg wurde 1233 erstmals urkundlich erwähnt. 
Die Söhne Johann von Pernsteins verkauften 1551 das Gut Tasov mit dem Städtchen Tasov, den Dörfern Kamenná und Oslava sowie der wüsten Burg Tassenberg an Katharina von Sternberg. Diese veräußerte das Gut 1552 an Georg Mrakesch von Noskau auf Budišov. 1560 wurde das Gut Tasov der Herrschaft Budišov zugeschlagen und blieb ihr dauerhaft zugehörig.
Zu Beginn des 19. Jahrhunderts ließ der Grundherr Joachim von Stettenhofen das Städtchen erweitern; unterhalb des Meierhofes, entlang der Straße nach Budišov sowie im nach Komárov führenden Tal der Polomina entstanden neue Häuser. 
Bis zum 1. Januar 2007 lag der Ort im Okres Třebíč.

## Sehenswürdigkeiten
- Pfarrkirche mit einem gotischen Kern, in Barockstil ausgebaut. Baujahr 1728–1730
- Hrádek, die Ruinen einer gotischen Feste östlich vor der Stadt, auf einem kleinen Hügel über dem Teich. Besichtigt werden können die Reste des Rundturms und die Tore der 1390 erbauten und 1569 verlassenen Feste.
- Ruinen der Burg Dub (Tassenberg) über dem Flusstal der Oslava.
- Villa des Schriftstellers und Dichters Jakub Deml, die vom Architekten Bohuslav Fuchs erbaut wurde.

## Söhne und Töchter der Stadt
- Jakub Deml, tschechischer Priester, Dichter und Schriftsteller